# Mateus Frroku
Mateus Frroku, född 9 juni 1990 i Korça i Albanien, är en albansk sångare och skådespelare. Han inledde sin karriär 2005 genom att delta och sluta trea i Ethet e së premtes mbrëma och därefter debutera i Festivali i Këngës 44 med låten "Ti ëngjëll unë prometë".

## Biografi

### Tidig karriär
Frroku föddes i den sydalbanska staden Korça den 9 juni 1990. Han har studerat i Korça och i femte klass började han ta musiklektioner. Därefter studerade Frroku vid gymnasiet Tefta Tashko Koço i Korça. Där studerade han gitarr och piano. Han började även i sin hemstad att delta i musikfestivaler för barn och inom fyra år slutade 3:a, 2:a och slutligen vann en musikfestival. Vid femton års ålder, 2005, började hans musikkarriär på allvar då han deltog i det albanska Idols-programmet med titeln Ethet e së premtes mbrëma. I Ethet tog han sig vidare till tävlingens veckofinaler och han tog till slut hem en tredjeplats i tävlingen.

### Efter genombrottet
Efter att Frroku deltagit i Ethet meddelades det att han skulle komma att delta i Festivali i Këngës (Albaniens uttagning till Eurovision Song Contest) 44:e upplaga i december 2005. Hans bidrag, "Ti ëngjëll unë prometë" var ett verk av musikern och kompositören Shpëtim Saraçi. Frroku blev placerad i tävlingens första semifinal, den 16 december 2005. Därifrån tog han sig vidare till finalen, dit totalt 20 artister gått vidare. Frroku fick i finalen starta som nummer 6, efter Ethet-kollegan Marsida Saraçi och före Mariza Ikonomi & Erion Korini. I detta års tävling, likt dess tidigare förlagor redovisades inga poäng och enbart topp tre i tävlingen redovisades. Därav förblev Frrokus placering i tävlingen okänd då han inte slutat topp tre. Året därpå deltog Frroku i Festivali i Këngës 45 med låten "Trill i një natë" men han slogs ut i semifinalen.
2007 deltog Frroku för tredje året i rad i Festivali i Këngës. Detta år deltog han tillsammans med Ani Çuedari och med låten "Testament dashurië" som komponerats av Klodian Qafoku. De tog sig dock inte vidare till tävlingens final. 2008 började Frroku studera skådespeleri. 2007 debuterade Frroku även i Kënga Magjike 2007 med låten "Pranë zemrës më ke". För andra året i rad deltog han i Kënga Magjike år 2008. Han deltog med låten "Testament për ty", komponerad av Pirro Çako, men han lyckades inte ta sig till final.
Under våren 2010 gjorde Frroku debut i Top Fests 7:e upplaga med låten "Vetëm kuptojë" men han lyckades inte kvalificera sig för tävlingens final. Senare samma år deltog han även i Kënga Magjike 2010 med bidraget "Live më ty". Han tog sig till semifinal och slutade till slut på 27:e plats (av totalt 47 deltagare där topp 20 går till final) med 124 poäng.
I december 2010 deltog Frroku i sin tredje musikfestival för året då han återkom till Festivali i Këngës 49 med låten "Dimër në shpirt". Frroku deltog i tävlingens andra semifinal med sin låt som komponerats av Kledi Bahiti och skrivits av Dr. Flori. Bidraget tog sig dock inte till final. 2012 deltog han tillsammans med sångerskan Xhesika Polo i Kënga Magjike 2012 med låten "Më shumë të dua" som både skrivits och komponerats av Elgit Doda. Bidraget blev Frrokus första i tävlingen att lyckas ta sig till final. Väl i finalen slutade de på 17:e plats (av totalt 43) med 346 poäng. Därmed tilldelades de även pris för bästa duett.
I mars månad 2014 presenterade Frroku sitt tävlingsbidrag i Top Fest 11, där han deltar tillsammans med popgruppen Fisnikët och med låten "Çokollatë e shkrimë".

## Privatliv
Frroku är uppvuxen och född i den sydalbanska staden Korça. Hans föräldrar har sina rötter i staden Korça samt den nordalbanska staden Shkodra. Efter att hans karriär tagit fart bosatte sig Frroku i landets huvudstad Tirana.

## Diskografi

### Singlar
- 2005 – "Ti ëngjëll unë prometë"
- 2006 – "Trill i një natë"
- 2007 – "Pranë zemrës për ty"
- 2007 – "Testament dashurië" (feat. Ani Çuedari)
- 2008 – "Testament për ty"
- 2010 – "Vetëm kuptojë"
- 2010 – "Live më ty"
- 2010 – "Dimër në shpirt"
- 2012 – "Më shumë të dua" (feat. Xhesika Polo)
- 2013 – "Në buzët e tua"
- 2014 – "Çokollatë e shkrimë" (feat. Fisnikët)